# Christopher Walken-filmográfia
Christopher Walken Oscar- és BAFTA-díjas amerikai színész.
Pályafutása kezdetén többségében színpadi, illetve kisebb televíziós szerepekben volt látható. Eleinte „Ken Walken” és „Ronnie Walken” néven szerepelt, később kezdte el használni a „Christopher Walken” nevet. 1969-től szerepel filmekben, első nagyobb sikerét az 1978-as A szarvasvadász hozta el számára, mellyel legjobb férfi mellékszereplőként Oscar-díjat nyert, emellett hasonló kategóriákban BAFTA-, és Golden Globe-jelölésekkel is méltatták. Az 1980-as évek folyamán feltűnt A holtsáv (1983), James Bond ellenfeleként a Halálvágta (1985), valamint a Lőtávolban (1986) című filmekben. Az 1990-es évekből emlékezetesebb filmjei voltak a Batman visszatér (1992), a Ponyvaregény (1994) és a Csapás a múltból (1999). Gábriel arkangyalt formálta meg az Angyalok háborúja-trilógiában – Angyalok háborúja (1995), Az angyalok háborúja 2. (1998) és Az arkangyal szárnyalása (2000).
2002-ben a Kapj el, ha tudsz mellékszerepével jelölték ismét Oscar- és BAFTA-díjakra, ebből az utóbbit nyerte meg.

## Filmográfia

### Film
| Év   | Magyar cím                                      | Eredeti cím                             | Szerep                                         | Magyar hang            | Rendező              |
| ---- | ----------------------------------------------- | --------------------------------------- | ---------------------------------------------- | ---------------------- | -------------------- |
| 1969 |                                                 | Me and My Brother                       | ismeretlen szerep                              |                        | Robert Frank         |
| 1971 | Az Anderson-magnószalagok                       | The Anderson Tapes                      | A kölyök                                       | Szakácsi Sándor        | Sidney Lumet         |
| 1972 |                                                 | The Happiness Cage                      | James H. Reese közlegény                       |                        | Bernard Girard       |
| 1976 | Következő megálló: Greenwich Village            | Next Stop, Greenwich Village            | Robert                                         |                        | Paul Mazursky        |
| 1977 | Annie Hall                                      | Annie Hall                              | Duane Hall                                     | Sörös Sándor           | Woody Allen          |
| 1977 |                                                 | Roseland                                | Russell                                        |                        | James Ivory          |
| 1977 | Az őrszem                                       | The Sentinel                            | Rizzo nyomozó                                  | Sótonyi Gábor          | Michael Winner       |
| 1978 |                                                 | Shoot the Sun Down                      | "Mr. Rainbow"                                  |                        | David Leeds          |
| 1978 | A szarvasvadász                                 | The Deer Hunter                         | Nikanor "Nick" Chevotarevich                   | Stohl András           | Michael Cimino (1.)  |
| 1979 | Utolsó ölelés                                   | Last Embrace                            | Eckart                                         |                        | Jonathan Demme       |
| 1980 | A mennyország kapuja                            | Heaven's Gate                           | Nathan D. Champion                             |                        | Michael Cimino (2.)  |
| 1980 | A háború kutyái                                 | The Dogs of War                         | James "Jamie" Shannon                          | Epres Attila           | John Irvin           |
| 1981 | Filléreső                                       | Pennies from Heaven                     | Tom                                            | Wohlmuth István        | Herbert Ross         |
| 1983 | Agyhalál                                        | Brainstorm                              | Dr. Michael Anthony Brace                      | Forgács Péter          | Douglas Trumbull     |
| 1983 | A holtsáv                                       | The Dead Zone                           | Johnny Smith                                   | Lux Ádám               | David Cronenberg     |
| 1985 | Halálvágta                                      | A View to a Kill                        | Max Zorin                                      | Csankó Zoltán          | John Glen            |
| 1985 | Halálvágta                                      | A View to a Kill                        | Max Zorin                                      | Rába Roland            | John Glen            |
| 1986 | Lőtávolban                                      | At Close Range                          | Brad Whitewood Sr.                             | Felföldi László        | James Foley          |
| 1986 | Lőtávolban                                      | At Close Range                          | Brad Whitewood Sr.                             | Sörös Sándor           | James Foley          |
| 1986 | Lőtávolban                                      | At Close Range                          | Brad Whitewood Sr.                             | Háda János             | James Foley          |
| 1987 | Halálzóna                                       | Deadline                                | Don Stevens                                    | Szabó Sipos Barnabás   | Nathaniel Gutman     |
| 1988 | Biloxi Blues                                    | Biloxi Blues                            | Merwin J. Toomey őrmester                      | Cseke Péter            | Mike Nichols         |
| 1988 | A hallgatag bunyós                              | Homeboy                                 | Wesley Pendergass                              | Barbinek Péter         | Michael Seresin      |
| 1988 | A hallgatag bunyós                              | Homeboy                                 | Wesley Pendergass                              | Sinkovits-Vitay András | Michael Seresin      |
| 1988 | Csizmás Kandúr                                  | Puss in Boots                           | Csizmás kandúr                                 | Kaszás Attila          | Eugene Marner        |
| 1988 | A milagrói babháború                            | The Milagro Beanfield War               | Kyril Montana                                  |                        | Robert Redford       |
| 1989 | Idegenek áldozata                               | Communion                               | Louis Whitley Strieber                         | Haás Vander Péter      | Philippe Mora        |
| 1990 | New York királya                                | King of New York                        | Frank White                                    | Szakácsi Sándor        | Abel Ferrara         |
| 1990 | New York királya                                | King of New York                        | Frank White                                    | Barbinek Péter         | Abel Ferrara         |
| 1990 | Idegenek Velencében                             | The Comfort of Strangers                | Robert                                         | Csankó Zoltán          | Paul Schrader (1.)   |
| 1990 | Idegenek Velencében                             | The Comfort of Strangers                | Robert                                         | Barbinek Péter         | Paul Schrader (1.)   |
| 1990 | Idegenek Velencében                             | The Comfort of Strangers                | Robert                                         | Tarján Péter           | Paul Schrader (1.)   |
| 1991 | Amerikai gyilkosság                             | All-American Murder                     | P.J. Decker                                    | Tóth Tamás             | Anson Williams       |
| 1991 | McBain                                          | McBain                                  | Bobby McBain                                   | Szakácsi Sándor        | James Glickenhaus    |
| 1992 | Batman visszatér                                | Batman Returns                          | Max Shreck                                     | Végvári Tamás          | Tim Burton (1.)      |
| 1992 |                                                 | Le Grand Pardon II                      | Pasco Meisner                                  |                        | Alexandre Arcady     |
| 1992 | A mecénás szeretője                             | Mistress                                | Warren Zell                                    | Lux Ádám               | Barry Primus         |
| 1993 | Tiszta románc                                   | True Romance                            | Vincenzo Coccotti                              | Haás Vander Péter      | Tony Scott (1.)      |
| 1993 | Tiszta románc                                   | True Romance                            | Vincenzo Coccotti                              | Barbinek Péter         | Tony Scott (1.)      |
| 1993 | Wayne világa 2.                                 | Wayne's World 2                         | Robert C. "Bobby" Cahn                         |                        | Stephen Surjik       |
| 1994 | Csalóka                                         | A Business Affair                       | Vanni Corso                                    |                        | Charlotte Brändström |
| 1994 | Ponyvaregény                                    | Pulp Fiction                            | Koons százados                                 | Mihályi Győző          | Quentin Tarantino    |
| 1995 | Holtidő                                         | Nick of Time                            | Mr. Smith                                      | Barbinek Péter         | John Badham          |
| 1995 | Kutass és rombolj                               | Search and Destroy                      | Kim Ulander                                    |                        | David Salle          |
| 1995 | Menekülés a pokolból                            | The Addiction                           | Peina                                          |                        | Abel Ferrara (2.)    |
| 1995 | Angyalok háborúja                               | The Prophecy                            | Gábriel                                        | Barbinek Péter         | Gregory Widen        |
| 1995 | Leszámolás Denverben                            | Things to Do in Denver When You're Dead | A nagyfőnök                                    | Barbinek Péter         | Gary Fleder          |
| 1995 | Vad oldal                                       | Wild Side                               | Bruno Buckingham                               | Mihályi Győző          | Donald Cammell       |
| 1996 | A graffiti királya                              | Basquiat                                | Riporter                                       | Pusztaszeri Kornél     | Julian Schnabel      |
| 1996 | Celluloid                                       | Celluloide                              | Rod Geiger                                     |                        | Carlo Lizzani        |
| 1996 | Az utolsó emberig                               | Last Man Standing                       | Hickey                                         | Galkó Balázs           | Walter Hill          |
| 1996 | A temetés                                       | The Funeral                             | Raimundo Tempio                                | Berzsenyi Zoltán       | Abel Ferrara (3.)    |
| 1997 | Segítség, elraboltam magam!                     | Excess Baggage                          | Ray Perkins                                    | Barbinek Péter         | Marco Brambilla      |
| 1997 | Egértanya                                       | Mouse Hunt                              | Caesar, a rágcsálóirtó                         | Kőszegi Ákos           | Gore Verbinski       |
| 1997 | Tökéletlenek                                    | Suicide Kings                           | Carlo Bartolucci / Charlie Barret              | Barbinek Péter         | Peter O'Fallon       |
| 1997 |                                                 | Touch                                   | Bill Hill                                      |                        | Paul Schrader (2.)   |
| 1998 | Z, a hangya                                     | Antz                                    | Szárnyas ezredes (hangja)                      | Uri István             | Eric Darnell         |
| 1998 |                                                 | Illuminata                              | Umberto Bevalaqua                              |                        | John Turturro (1.)   |
| 1998 | New Rose Hotel                                  | New Rose Hotel                          | Fox                                            |                        | Abel Ferrara (4.)    |
| 1998 | Az angyalok háborúja 2.                         | The Prophecy II                         | Gábriel arkangyal                              | Rosta Sándor           | Greg Spence          |
| 1998 |                                                 | Trance                                  | Bill Ferriter bácsi                            |                        | Michael Almereyda    |
| 1999 | Csapás a múltból                                | Blast from the Past                     | Calvin Webber                                  | Rosta Sándor           | Hugh Wilson          |
| 1999 | Viszlát, gengszter!                             | Kiss Toledo Goodbye                     | Max                                            |                        | Lyndon Chubbuck      |
| 1999 | Az Álmosvölgy legendája                         | Sleepy Hollow                           | A Fej Nélküli Lovas                            |                        | Tim Burton (2.)      |
| 1999 | Alkalom szüli a…                                | The Opportunists                        | Victor "Vic" Kelly                             |                        | Myles Connell        |
| 2000 | Az arkangyal szárnyalása                        | The Prophecy 3: The Ascent              | Gábriel arkangyal                              | Sörös Sándor           | Patrick Lussier      |
| 2001 | Amerika kedvencei                               | America's Sweethearts                   | Hal Weidmann                                   | Barbinek Péter         | Joe Roth             |
| 2001 | Kismocsok                                       | Joe Dirt                                | Anthony Benedetti / Clem Doore / Gert B. Frobe | Végvári Tamás          | Dennie Gordon        |
| 2001 |                                                 | Scotland, PA                            | McDuff hadnagy                                 |                        | Billy Morrissette    |
| 2001 | A királyné nyakéke                              | The Affair of the Necklace              | Alessandro Cagliostro                          | Várkonyi András        | Charles Shyer        |
| 2002 | Kapj el, ha tudsz                               | Catch Me If You Can                     | Frank William Abagnale Sr.                     | Végvári Tamás          | Steven Spielberg     |
| 2002 | Biliárd életre-halálra                          | Poolhall Junkies                        | Mike Flynn bácsi                               | Kőszegi Ákos           | Mars Callahan        |
| 2002 | A házimaci                                      | The Country Bears                       | Reed Thimple / Benny Bogswaggle                | Sörös Sándor           | Peter Hastings       |
| 2002 | Sírhely kilátással – Nincs esküvő, csak temetés | Undertaking Betty                       | Frank KoporSó                                  | Rosta Sándor           | Nick Hurran          |
| 2003 | Gengszter románc                                | Gigli                                   | Stanley Jacobellis nyomozó                     | Trokán Péter           | Martin Brest         |
| 2003 | Kenguru Jack                                    | Kangaroo Jack                           | Salvatore "Sal" Maggio                         | Sörös Sándor           | David McNally        |
| 2003 | Az Amazonas kincse                              | The Rundown                             | Cornelius Hatcher                              | Barbinek Péter         | Peter Berg           |
| 2004 | A kanyaron túl                                  | Around the Bend                         | Turner Lair                                    |                        | Jordan Roberts       |
| 2004 | Irigy kutya                                     | Envy                                    | "J-Man"                                        | Seress Zoltán          | Barry Levinson       |
| 2004 | A tűzben edzett férfi                           | Man on Fire                             | Paul Rayburn                                   | Sörös Sándor           | Tony Scott (2.)      |
| 2004 | A stepfordi feleségek                           | The Stepford Wives                      | Mike Wellington                                | Kulka János            | Frank Oz             |
| 2005 | Domino                                          | Domino                                  | Mark Heiss                                     | Kőszegi Ákos           | Tony Scott (3.)      |
| 2005 | Románc és cigaretta                             | Romance & Cigarettes                    | Bo unokatestvér                                | Sörös Sándor           | John Turturro (2.)   |
| 2005 | Ünneprontók ünnepe                              | Wedding Crashers                        | William Cleary                                 | Barbinek Péter         | David Dobkin         |
| 2006 | Távkapcs                                        | Click                                   | Morty                                          | Barbinek Péter         | Frank Coraci         |
| 2006 | A sötétség ideje                                | Fade to Black                           | Brewster                                       | Barbinek Péter         | Oliver Parker        |
| 2006 | Az év embere                                    | Man of the Year                         | Jack Menkan                                    | Tarján Péter           | Barry Levinson       |
| 2006 | Az év embere                                    | Man of the Year                         | Jack Menkan                                    | Barbinek Péter         | Barry Levinson       |
| 2007 | Szerva itt, pofon ott                           | Balls of Fury                           | Feng                                           | Csankó Zoltán          | Robert Ben Garant    |
| 2007 | Hajlakk                                         | Hairspray                               | Wilbur Turnblad                                | Barbinek Péter         | Adam Shankman        |
| 2008 |                                                 | Five Dollars a Day                      | Nat Parker                                     |                        | Nigel Cole           |
| 2009 | Műkedvelő műkincsrablók                         | The Maiden Heist                        | Roger Barlow                                   | Barbinek Péter         | Peter Hewitt         |
| 2011 |                                                 | Dark Horse                              | Jackie                                         |                        | Todd Solondz         |
| 2011 | Nem írnek való vidék                            | Kill the Irishman                       | Alex "Shondor" Birns                           | Barbinek Péter         | Jonathan Hensleigh   |
| 2012 | A búcsúkoncert                                  | A Late Quartet                          | Peter Mitchell                                 |                        | Yaron Zilberman      |
| 2012 |                                                 | Life's a Beach                          | Roy Callahan                                   |                        | Tony Vitale          |
| 2012 | A hét pszichopata és a si-cu                    | Seven Psychopaths                       | Hans Kieslowski / The Quaker                   | Barbinek Péter         | Martin McDonagh      |
| 2012 | Született gengszterek                           | Stand Up Guys                           | "Doc"                                          | Barbinek Péter         | Fisher Stevens       |
| 2013 |                                                 | Gods Behaving Badly                     | Zeusz                                          |                        | Marc Turtletaub      |
| 2013 |                                                 | The Power of Few                        | Doke                                           |                        | Leone Marucci        |
| 2014 | Fiúk Jerseyből                                  | Jersey Boys                             | Angelo "Gyp" DeCarlo                           | Barbinek Péter         | Clint Eastwood       |
| 2015 | Büntet a kismocsok 2.                           | Joe Dirt 2: Beautiful Loser             | Anthony Benedetti / Clem Doore / Gert B. Frobe | Sörös Sándor           | Fred Wolf            |
| 2015 |                                                 | One More Time                           | Paul Francis Lippman / Paul Lombard            |                        | Robert Edwards       |
| 2015 | Vicceskedők                                     | The Family Fang                         | Caleb Fang                                     | Reviczky Gábor         | Jason Bateman        |
| 2016 | Eddie, a sas                                    | Eddie the Eagle                         | Warren Sharp                                   | Barbinek Péter         | Dexter Fletcher      |
| 2016 | Kilenc élet                                     | Nine Lives                              | Felix Perkins                                  | Barbinek Péter         | Barry Sonnenfeld     |
| 2016 | A dzsungel könyve                               | The Jungle Book                         | Lajcsi király (hangja)                         | Balázs Péter           | Jon Favreau          |
| 2017 | Apavadászat                                     | Father Figures                          | Dr. Walter Tinkler                             | Hirtling István        | Lawrence Sher        |
| 2018 |                                                 | Irreplaceable You                       | Myron                                          |                        | Stephanie Laing      |
| 2019 |                                                 | The Jesus Rolls                         | börtönigazgató                                 |                        | John Turturro (3.)   |
| 2020 | Nagypapa hadművelet                             | The War with Grandpa                    | Jerry                                          | Barbinek Péter         | Tim Hill             |
| 2020 | Percy                                           | Percy                                   | Percy Schmeiser                                | Barbinek Péter         | Clark Johnson        |
| 2020 | A szerelem ösvényein                            | Wild Mountain Thyme                     | Tony Reilly                                    | Barbinek Péter         | John Patrick Shanley |
| 2024 | Dűne: Második rész                              | Dune: Part Two                          | IV. Shaddam                                    | Ujréti László          | Denis Villeneuve     |

Rövidfilmek
- 1956: The Boy Who Saw Through – Ernest
- 2001: Popcorn Shrimp – filmrendező és forgatókönyvíró
- 2002: Engine Trouble – Rusty (hangja)

### Televízió
| Év        | Magyar cím          | Eredeti cím                         | Szerep                       | Magyar hang     | Megjegyzések           |
| --------- | ------------------- | ----------------------------------- | ---------------------------- | --------------- | ---------------------- |
| 1953      |                     | The Wonderful John Acton            | Kevin Acton                  |                 | 1 epizód               |
| 1954      |                     | The Motorola Television Hour        | ismeretlen szerep            |                 | 1 epizód               |
| 1954–1956 |                     | The Guiding Light                   | Michael "Mike" Bauer         |                 |                        |
| 1963      |                     | Naked City                          | Chris Johannis / Brian Trust |                 | 2 epizód               |
| 1966      |                     | Barefoot in Athens                  | Lamproklész                  |                 | tévéfilm               |
| 1970      | Hawaii Five-O       | Hawaii Five-O                       | Walt Kramer                  |                 | 1 epizód               |
| 1977      | Kojak               | Kojak                               | Ben Wiley                    |                 | 1 epizód               |
| 1982      |                     | American Playhouse                  | Harry Nash                   |                 | 1 epizód               |
| 1990–2008 | Saturday Night Live | Saturday Night Live                 | házigazda                    |                 | 7 epizód               |
| 1991      | Feleség kerestetik  | Sarah, Plain and Tall               | Jacob Witting                | Hegedűs D. Géza | tévéfilm               |
| 1993      | A szél ellenében    | Skylark                             | Jacob Witting                | Jakab Csaba     | tévéfilm               |
| 1993      | Szélhámosok         | Scam                                | Jack Shanks                  | Szakácsi Sándor | tévéfilm               |
| 1999      | Vendetta            | Vendetta                            | James Houston                | Kőszegi Ákos    | tévéfilm               |
| 1999      | A tél vége          | Sarah, Plain and Tall: Winter's End | Jacob Witting                | Sörös Sándor    | tévéfilm               |
| 2003      | Julius Caesar       | Julius Caesar                       | Marcus Porcius Cato Minor    | Barbinek Péter  | minisorozat (2 epizód) |
| 2014      |                     | Turks & Caicos                      | Curtis Pelissier             |                 | tévéfilm               |
| 2014      |                     | Peter Pan Live!                     | Hook kapitány                |                 | élő különkiadás        |
| 2021–2022 | Törvényen kívül     | The Outlaws                         | Frank Sheldon                |                 | 12 epizód              |
| 2022–     | Különválás          | Severance                           | Burt Goodman                 |                 | főszereplő             |

## Videójátékok
| Év   | Cím                        | Szerep                 |
| ---- | -------------------------- | ---------------------- |
| 1996 | Ripper                     | Vince Magnotta nyomozó |
| 1996 | Privateer 2: The Darkening | David Hassan           |
| 2003 | True Crime: Streets of LA  | George őrmester        |
| 2005 | True Crime: New York City  | Gabriel Whitting       |

## Videóklipek
| Év   | Előadó      | Dal                | Szerep            | Megjegyzések                             |
| ---- | ----------- | ------------------ | ----------------- | ---------------------------------------- |
| 1993 | Madonna     | "Bad Girl"         | Madonna őrangyala |                                          |
| 1995 | Skid Row    | "Breakin' Down"    | Gábriel arkangyal | az Angyalok háborúja című film betétdala |
| 2001 | Fatboy Slim | "Weapon of Choice" | nem szerepel      | koreográfus                              |

## Fordítás
- Ez a szócikk részben vagy egészben  a   Christopher Walken on stage and screen című angol Wikipédia-szócikk ezen változatának fordításán alapul.  Az eredeti cikk szerkesztőit annak laptörténete sorolja fel. Ez a jelzés csupán a megfogalmazás eredetét és a szerzői jogokat jelzi, nem szolgál a cikkben szereplő információk forrásmegjelöléseként.